# First Time (EP)
First Time es el EP debut del cantante británico Liam Payne. Se publicó para su descarga digital a través del sello Capitol Records el 24 de agosto de 2018. Fue producido principalmente por Di Genius, Burns, Jason Gill, Steve Fitzmaurice, Cutfather, MdL y Sly. La canción principal del material, que cuenta con la colaboración del cantante estadounidense de hip hop French Montana, se estrenó el mismo día del álbum.

## Antecedentes  y lanzamiento
El 16 de agosto de 2018, Payne anunció la fecha de lanzamiento del EP. Asimismo añadió que estaba preparando y trabajando canciones para su primer álbum de estudio, señalando que este EP es una colección de canciones de las que se siente orgulloso. Fue producido principalmente por Di Genius, Burns, Jason Gill, Steve Fitzmaurice, Cutfather, MdL y Sly.
Para la promoción del álbum Payne estrenó la pista «First Time» con French Montana. El vídeo musical fue grabado en Nueva York.

## Lista de canciones
| First Time |                                   |                                                                 |                      |          |  |
| N.º        | Título                            | Escritor(es)                                                    | Productores          | Duración |  |
| 1.         | «First Time» (con French Montana) | Stephen McGregor, Johnny Yukon, Karim Kharbouch y Matthew Burns | Di Genius y Burns    | 3:12     |  |
| 2.         | «Home with You»                   | Justin Tranter, Jason Gill y Brandon Skeie                      | Gill                 | 3:01     |  |
| 3.         | «Depend On It»                    | Robert McCurdy, Christopher Petrosino y Asia Whiteacre          | Steve Fitzmaurice    | 2:51     |  |
| 4.         | «Slow»                            | Sam Preston, Carl Lehmann y Sylvester Sivertsen                 | Cutfather, MdL y Sly | 3:29     |  |

## Posicionamiento en listas
| Listas (2018)                       | Mejor posición |
| ----------------------------------- | -------------- |
| Estados Unidos (Digital Albums)     | 12             |
| Estados Unidos (Heatseekers Albums) | 2              |
| Estados Unidos (Top Album Sales)    | 40             |